# North Pekin
North Pekin is een plaats (village) in de Amerikaanse staat Illinois, en valt bestuurlijk gezien onder Tazewell County.

## Demografie
Bij de volkstelling in 2000 werd het aantal inwoners vastgesteld op 1574. In 2006 is het aantal inwoners door het United States Census Bureau geschat op eveneens 1574.

## Geografie
Volgens het United States Census Bureau beslaat de plaats een oppervlakte van 3,1 km², waarvan 3,0 km² land en 0,1 km² water.

## Plaatsen in de nabije omgeving
De onderstaande figuur toont nabijgelegen plaatsen in een straal van 12 km rond North Pekin.